# 료모선
료모선(일본어: 両毛線)은 일본 동일본 여객철도의 철도 노선 가운데 하나로, 도치기현 오야마시의 오야마역과 군마현 마에바시시의 신마에바시역을 잇는 철도 노선이다. 이름은 군마현과 도치기현의 옛 땅이름인 고즈케국, 시모쓰케국(上野,下野)의 다른 한자 표기인 조모(上毛)와 게모(下毛)에서 딴 것으로, "게노 국(毛野国)의 양쪽"을 지나간다는 뜻이다.
도치기현 남서부에서 시작해 군마현 남동부에 이르는 평야 도시들을 잇는 노선으로, 개통 당시에는 연선 지방에서 나오는 면(綿), 방직 제품 따위를 수송하는 화물 철도의 기능을 하고 있었지만 지금은 지역의 통근·통학 인구를 위한 여객 철도 구실을 하고 있다. 노선 주변으로 공립·사립 학교들이 많이 있다. 도쿄와의 연결·수송은 료모 선이 지나가는 기류시, 이세사키시 등지에 주요역을 두고 있는 도부 철도가 주로 맡고 있으며, 료모 선은 도시와 도시를 잇기 위해 구불구불한 형태로 지어졌기 때문에 열차들은 각역에 정차하는 완행들이 대부분이다. 조에쓰선을 통해 조에쓰 신칸센이나 호쿠리쿠 신칸센이 지나가는 다카사키역으로 연결하기 위해 군마 현 지역에서 운행하는 료모 선 열차들은 거의 다카사키역까지 직결 운행을 하고 있다.
전 구간에서 스이카 및 제휴 교통카드의 사용이 가능하다.

## 노선 정보
- 관할 : 동일본 여객철도 (제1종 철도 사업자)
- 구간 : 오야마 역 ~ 신마에바시 역 간 84.4km
- 궤간 : 1067mm(협궤)
- 역 수 : 18개 (기·종점역 포함)
  - 료모 선을 소속으로 하는 역으로 한정하면, 도호쿠 본선 소속인 오야마 역과 조에쓰선 소속인 신마에바시 역이 제외되어 16역이 된다.
- 복선 구간 : 이와후네역 ~ 사야 역 간, 고마가타역 ~ 신마에바시역 간
- 전철화 구간 : 전 구간 (직류 1,500V)
- 폐쇄 방식 : (전 구간) 자동 폐쇄식
- 보안 장치 : ATS-P
- 최고 속도 : 95km/h
- 운전 지령소 : 다카사키 종합 지령소(CTC)
- 담당 승무원 구역 : 신마에바시 운수구•다카사키 운수구(전 구간),우에노 운전구•우에노 차장구(신마에바시-다카사키)
- 노선색 : 노란색(다만, 전차 내의 도쿄 근교 노선도에서는 주황색, 오야마역과 신마에바시역 구내 일부에서는 진분홍색)

오야마 역만 오미야 지사이고 그 외의 다른 구역은 모두 다카사키 지사 관할이다.

## 운행
문서 상으로 료모 선은 도호쿠 본선의 지선격이며, 오야마 역이 기점이지만 오야마 쪽으로 가는 열차들은 하행선으로 안내하고 있다.(일본은 방위에 상관없이 기점 방향이 상행선이다.) 기류역 서쪽의 구간을 달리는 열차들은 모두 신마에바시역에서 조에쓰선 다카사키역까지 직결 운행하며, 조에쓰선과의 직결 운행 구간에서는 "료모 선 열차"로 구분해 안내하고 있다. 대부분의 구간이 단선이기 때문에 열차 편수는 적다.
날씨가 추워지는 11월 15일부터 3월 31일까지에 한하여 문을 승객들이 직접 여닫는 반자동문으로 운영하고 있었지만, 2011년 6월부터는 도호쿠 대지진과 후쿠시마 제1원자력 발전소 사고 등의 여파로 전기 절약을 위해서 현재는 언제나 반자동제로 운영하고 있다.
우에노발 다카사키 선이나 오다와라·신주쿠 방면에서 온 쇼난 신주쿠 라인의 열차들이 신마에바시역 ~ 마에바시역 구간에서 직결 운행을 하지만, 마에바시 동쪽 구간으로는 들어오지 않는다.

## 차량

### 보통 열차
- 115계
- 107계
- 211계

### 쾌속 열차
(마에바시 ~ 신마에바시)
- 211계
- E231계

### 특급 열차
- 185계

## 역사
사철 회사였던 "료모 철도"가 료모 지방의 생사나 방직물을 수송할 목적으로 오야마에서 마에바시까지 철도를 건설한 것이 시초이며, 마에바시에서 신마에바시까지는 니혼 철도가 다카사키 선의 연장선의 개념으로 철도를 들여놓은 것이다. 1897년 니혼 철도는 료모 철도를 인수했지만 1906년 국유화되어 니혼 철도와 료모 철도가 가지고 있던 노선이 모두 일본국유철도의 소속이 되었다. 1909년에는 오야마 ~ 다카사키 구간이 "료모 선"이 되었으며, 1957년 신마에바시에서 다카사키까지는 조에쓰선으로 떨어져나갔다. 1968년에 전구간이 전철화되었다.
1987년 민영화에 따라 동일본 여객철도의 소속이 되었으며, 2001년부터 전구간에서 스이카 및 제휴 교통카드의 사용이 가능해졌다.

## 역 목록
- 일반 열차는 전 역에 정차함.
  - 마에바시 역 - 다카사키 역 간에는 다카사키 선의 열차가 일부 직결 운행
- 선로 … ∥：복선구간, ◇・｜：단선 구간（◇는 교행가능,）∨,∧ : 복선, 단선 구분

| 역 이름             | 일본어 이름            | 영업 거리 (km) | 복선 단선 구분 | 접속 노선                                                               | 소재지   | 소재지                |
| ------------------- | ---------------------- | -------------- | -------------- | ----------------------------------------------------------------------- | -------- | --------------------- |
| 오야마              | 小山                   | 0.0            | ∨              | 도호쿠 신칸센 도호쿠 본선 (우쓰노미야 선, 쇼난 신주쿠 라인) 미토선      | 도치기현 | 오야마시              |
| 오모이가와          | 思川                   | 5.4            | ◇              |                                                                         | 도치기현 | 오야마시              |
| 도치기              | 栃木                   | 10.8           | ◇              | 도부 철도 닛코 선, 우쓰노미야 선                                        | 도치기현 | 도치기시              |
| 오히라시타          | 大平下                 | 15.2           | ｜             |                                                                         | 도치기현 | 도치기시              |
| 아와후네            | 岩舟                   | 19.3           | ∧              |                                                                         | 도치기현 | 도치기시              |
| 사노                | 佐野                   | 26.6           | ∨              | 도부 철도 사노 선                                                       | 도치기현 | 사노시                |
| 도미타              | 富田                   | 31.1           | ◇              |                                                                         | 도치기현 | 아시카가시            |
| 아시카가 플라워파크 | あしかがフラワーパーク | 32.0           | ｜             |                                                                         | 도치기현 | 아시카가시            |
| 아시카가            | 足利                   | 38.2           | ◇              | 도부 철도 이세사키 선 (아시카가 시역)                                   | 도치기현 | 아시카가시            |
| 야마마에            | 山前                   | 42.7           | ◇              |                                                                         | 도치기현 | 아시카가시            |
| 오마타              | 小俣                   | 47.3           | ◇              |                                                                         | 도치기현 | 아시카가시            |
| 기류                | 桐生                   | 52.9           | ◇              | 와타라세 계곡 철도 와타라세 계곡선 조모 전기 철도 조모 선 (니시키류 역) | 군마현   | 기류시                |
| 시모신덴 신호장     | 下新田信号場           | 54.6           | ◇              | (와타라세 계곡 철도와의 실질적 분기점)                                  | 군마현   | 기류시                |
| 이와주쿠            | 岩宿                   | 56.9           | ◇              |                                                                         | 군마현   | 미도리시              |
| 구니사다            | 国定                   | 63.3           | ◇              | 이세사키시                                                              | 군마현   |                       |
| 이세사키            | 伊勢崎                 | 69.1           | ◇              | 이세사키시                                                              | 군마현   | 도부 철도 이세사키 선 |
| 고마가타            | 駒形                   | 74.9           | ∧              |                                                                         | 군마현   | 마에바시시            |
| 마에바시오시마      | 前橋大島               | 78.1           | ∥              |                                                                         | 군마현   | 마에바시시            |
| 마에바시            | 前橋                   | 81.9           | ∨              | 조모 전기 철도 조모 선 (주오마에바시 역)                                | 군마현   | 마에바시시            |
| 신마에바시          | 新前橋                 | 84.4           | ∧              | 조에쓰선(다카사키 방면에 직결 운행)                                     | 군마현   | 마에바시시            |